# 金沢美術工芸大学の人物一覧
金沢美術工芸大学の人物一覧は金沢美術工芸大学に関係する人物の一覧記事。

## 著名な教職員
現職
- 土屋禮一 - 日本画科教授
- 中川衛 - 工芸科教授
- 黒川雅之 - 美術工芸研究科教授
- 篠田守男 - 大学院修士課程(彫刻専攻)　大学院博士後期課程(美術工芸専攻)教授
- 永澤陽一 - 大学院修士課程(デザイン専攻)教授
- 横山勝彦 - 大学院専任教授
- 中島俊市郎 - 講師
- 福田繁雄 - 非常勤講師
- 柳宗理 - 非常勤講師
- 澄川喜一 - 非常勤講師
- 奥山清行 - 非常勤講師
- 石橋義正 - 非常勤講師
- 平戸貢児 - 非常勤講師
- 清水九兵衛 - 非常勤講師
- 隈研吾 - 非常勤講師
- 佐藤卓 - 非常勤講師
- 妹島和世 - 非常勤講師
- 米村浩 - 非常勤講師
- 大樋年雄 - 非常勤講師
- 水口克夫 - 非常勤講師
- 角舘政英 - 非常勤講師
- 團紀彦 - 非常勤講師
- 古場田良郎 - 非常勤講師

## 著名な卒業生

### 研究者・学者
- 喜多村徹雄 - 作家
- 齋江貴志 - デザイン造形家

### 芸術
- 諏訪綾子 - フードアーティスト
- 鹿田淳史 - 彫刻家
- 鴨居玲 - 洋画家
- 塗師祥一郎 - 洋画家
- 藤森兼明 - 洋画家
- 井上直久 - 画家・イラストレーター
- 井上涼 - アーティスト
- キヌコヤマベ・クラフト - 画家・イラストレーター
- 新谷琇紀- 彫刻家
- 北川太郎- 彫刻家
- 三代目徳田八十吉 (中退)- 陶芸家
- 前史雄 - 漆芸家
- 中川衛 - 工芸家
- 岩田壮平-日本画家
- 石原正 - 画家
- 加賀谷武 - 造形作家
- いもとようこ - 絵本作家、挿絵画家
- Kei Arabuna - 彫刻家

### 漫画・アニメ
- 細田守 - アニメーション監督
- 米林宏昌 - アニメーション監督（中退）
- 米村孝一郎 - 漫画家
- 東村アキコ - 漫画家
- 竜山さゆり - 漫画家
- 高松美咲 - 漫画家
- ぽぷりか -Hurray!  アニメーション監督（代表作 数分間のエールを）
- おはじき -Hurray!  アニメーション監督（代表作 数分間のエールを）
- まごつき -Hurray!  アートディレクター（代表作 数分間のエールを）

### デザイン
- 小田桐昭 - CMディレクター・イラストレーター
- 泉屋政昭 - クリエイティブディレクター・アートディレクター
- 米村浩- アートディレクター
- 水口克夫- アートディレクター
- 西岡範敏- アートディレクター・グラフィックデザイナー
- 早川和良 - アートディレクター
- 川崎和男 - デザインディレクター
- 國本桂史 - インダストリアルデザイナー
- 仲西昭徳 - 三菱自動車工業カーデザイナー
- 谷口昇司 - クリエイティブディレクター

### ゲーム
- 宮本茂 - ゲームクリエイター
- 横尾有希子 - イラストレーター・ゲームデザイナー
- 熊崎信也 - ゲームクリエイター

### 諸分野
- 青木万央 - 脚本家
- 森田雄三 - 演出家、中退
- 米澤観児 - 俳優
- ろるらり - イラストレーター、モデル
- さつき芽衣 - セクシー女優